# Filip V. Makedonský
Filip V. (239 př. n. l. – 179 př. n. l.) byl od roku 221 př. n. l. makedonským králem, jenž pocházel z dynastie Antigonovců. Byl synem Démétria II., po jehož brzké smrti byl adoptován svým strýcem Antigonem III. Dósónem. Filip započal svoji vládu vítězstvími vzbuzujícími pozornost jeho současníků, avšak jeho diplomatická nerozvážnost umožnila vměšování Římanů do řeckých záležitostí. Jeho opakované pokusy rozšířit svoji moc vedly ke střetům s Římany, které vyústily v zánik makedonské hegemonie v Řecku.

## Počátky vlády

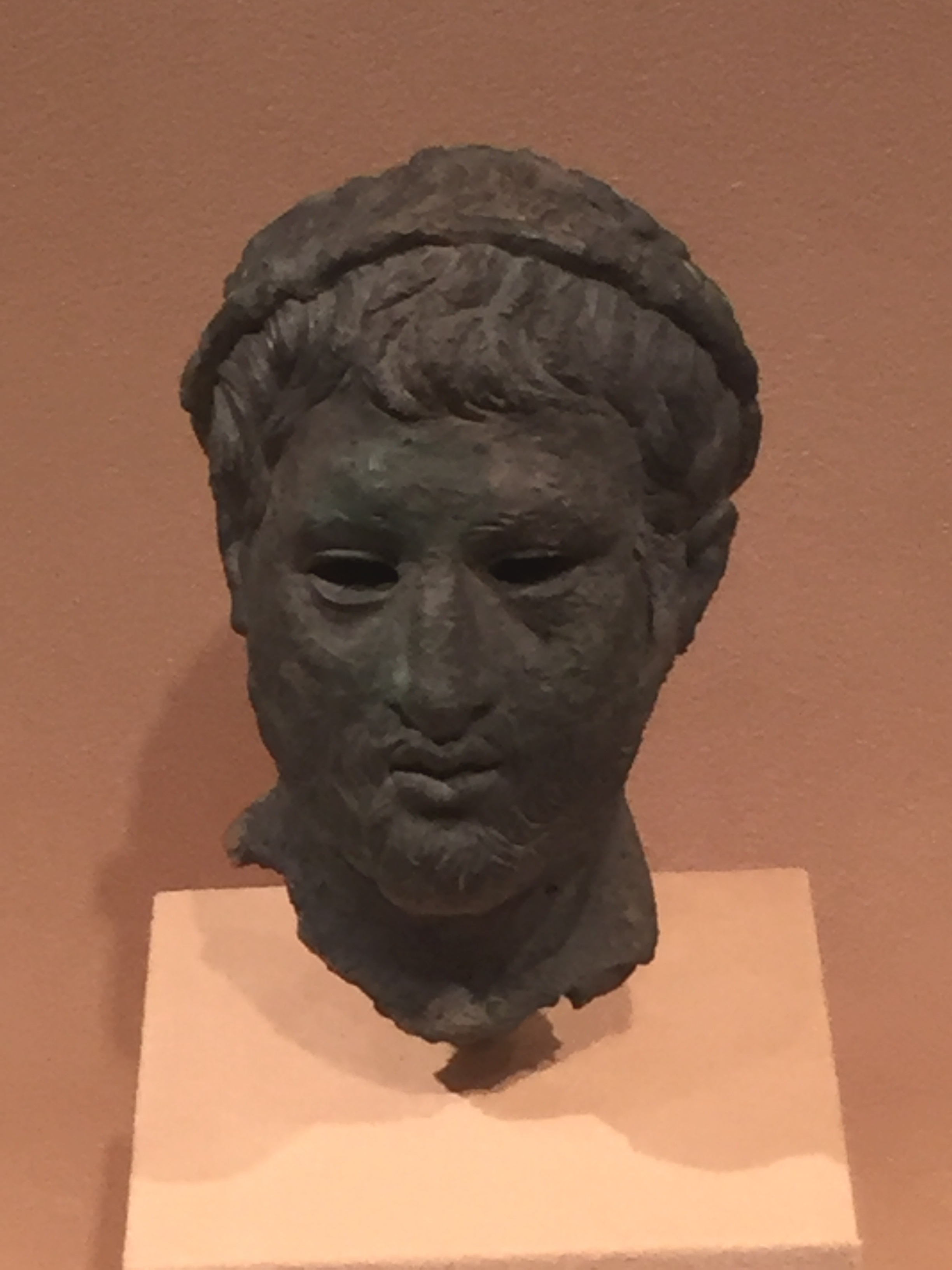
Filipova busta

Filip se narodil jako syn Démétria II. a épeirské princezny Chryseis, ovšem již v devíti letech ztratil otce, jenž byl zabit ve válce proti Ilyrům. Démétriův bratranec Antigonos Dósón se poté oženil s Filipovou matkou a získal makedonský trůn. Velkorysý Filipův otčím se nepokusil zajistit následnictví vlastnímu synovi. Místo toho připravoval Filipa na budoucí vládu, přičemž projevil svoji moudrost, když Filipovi ustavil vlastní královské rádce. Po Dósónově smrti v roce 221 př. n. l. se tehdy sedmnáctiletý Filip chopil za poměrně nejisté politické situace vlády. V prvním roce svého panování zakročil proti Dardánům a jiným barbarským kmenům na severu. Třebaže byl velice rázný a ambiciózní, postrádal Dósónovu rozvážnost a diplomatické schopnosti, tolik nezbytné k zachování makedonské převahy na Balkánském poloostrově. Dósónova smrt znamenala obnovení nesvárů v helénském spolku, neboť Sparta společně s aitólským spolkem a Élidou napadly achajský spolek, makedonského spojence. V následné spojenecké válce v letech 220 až 217 př. n. l. připojil Filip k helénskému spolku Messénii a podrobil si Élidu. Jeho počínání ve spojenecké válce mu zajistilo proslulost a respekt jeho poddaných i nepřátel. I přes tyto úspěchy však Filip v roce 217 př. n. l. válku předčasně ukončil uzavřením míru s Aitóly.
Důvodem ke smíru byla Filipova snaha posílit severní hranice a rozšířit makedonský vliv v sousední Ilýrii. Zde se již od dvacátých let vojensky angažovala římská republika, která v roce 229 př. n. l. zakročila proti místním pirátům. O deset let později (219 př. n. l.) Ilyrové opět ohrožovali námořní dopravu v Jaderském moři, nicméně Římané je v reakci na to rychle a účinně porazili. Ilyrský vládce Démétrios z Faru poté uprchl na dvůr mladistvého Filipa, který se právě stal králem, a přesvědčoval ho ke spojenectví proti Římanům. Krátce nato zahájil kartaginský vojevůdce Hannibal ničivé tažení do Itálie, během něhož přivodil římským legiím sérii drtivých porážek, jež vyvrcholily obklíčením římského vojska v bitvě u Kann.

## Expanze a války s Římany

Řecko a Makedonie před začátkem druhé makedonské války, kolem roku 200 př. n. l.

Makedonský král viděl v oslabení Římanů výtečnou příležitost nejen k upevnění své moci na Balkáně, nýbrž doufal taktéž v získání jihoitalských řeckých obcí, které se tehdy vzbouřily proti Římu. Plánovaná aliance s Kartáginci byla však vyzrazena Římanům, kteří zachytili korespondenci mezi Filipem a Hannibalem. Díky tomu Římané zabránili makedonskému vpádu na Apeninský poloostrov zahájením preventivní války v roce 215 př. n. l. V této první makedonské válce se na stranu Římanů připojil aitólský spolek a později také Pergamon. Místo naplnění svých snů o expanzi na západ se tak Filip ocitl v náročném konfliktu s řadou svých sousedů. Jeho útoky do Ilýrie se setkaly jen s omezeným úspěchem. V průběhu svého prvního tažení rok po zahájení války utrpěl porážku a přišel o celou flotilu. Teprve v roce 212 př. n. l. dobyl město Lissos (dnešní Lezhë). Boje s aitólským spolkem a pergamským králem Attalem I. zamezily jeho dalšímu postupu. Až po Attalově odchodu z Řecka v roce 207 př. n. l. byl Filip schopen s pomocí achajského spolku vedeného Filopoiménem zdolat své nepřátele, načež v následujícím roce přiměl Aitóly k uzavření míru. Jelikož ztratili podporu svých řeckých spojenců, uzavřeli Římané s Makedonií v roce 205 př. n. l. ve Foiníké mírovou smlouvu, jíž sice Filipovi přiznali skromné zisky v Ilýrii, nicméně zabránili jeho spojení s Hannibalem.
Po smrti Ptolemaia IV. sjednal Filip v roce 203 př. n. l. tajnou dohodu se seleukovským králem Antiochem III., v níž si králové zřejmě rozdělili území ptolemaiovského Egypta v Sýrii a na pobřeží Malé Asie. Makedonská expanze v Egejském moři, v Thrákii a v Kárii ovšem vyburcovala okolní státy, především Pergamon a Rhodos. V roce 201 př. n. l. jejich námořnictva zvítězila nad Filipovou flotilou u Chiu a poblíž Mílétu, zatímco Římané v téže době završili svoje vítězství nad Kartágem ve druhé punské válce. Na výzvu Rhoďanů, Athéňanů a Attala I. předložil římský senát Filipovi ultimátum, v němž požadoval opuštění dobytých území. Protože to Filip odmítl, vypověděli mu Římané tzv. druhou makedonskou válku, v níž se na stranu obnovené protimakedonské aliance přidali rovněž Aitólové. Po několika letech nerozhodných bojů a diplomatických jednání byla v roce 197 př. n. l. dosud nepřemožitelná makedonská falanga přesvědčivě poražena v bitvě u Kynoskefal v Thesálii, kde podlehla flexibilnější bojové taktice římských legií.

## Spojencem Říma, poslední léta
Ačkoli se Filipovi podařilo z této pohromy uniknout a zachránit si trůn, podmínky míru nadiktovaného Římany zbavily Makedonce všech jejich území a vlivu v Řecku. Filip si směl ponechat vládu nad Makedonií, avšak musel zaplatit 1000 talentů válečných kontribucí, vzdát se Thesálie, vyklidit své řecké pevnosti Korint, Démétriadu a Chalkidu (nazývané „okovy Řecka“), rozpustit většinu námořnictva a poskytnout řadu rukojmích, včetně svého mladšího syna Démétria. V důsledku toho prohlásil vítěz od Kynoskefal Titus Quinctius Flamininus na isthmických hrách v roce 196 př. n. l. řecké obce za svobodné. V souladu s mírovou smlouvou se Filip stal římským spojencem a se svými přemožiteli následně spolupracoval v jejich boji proti spartskému králi Nabidovi v roce 195 př. n. l. O čtyři roky později Filip podpořil Římany také proti Antiochovi III. během syrské války. Na oplátku za královu pomoc v tomto konfliktu mu Římané odpustili část reparací a propustili jeho syna Démétria, který však během pobytu v Itálii začal smýšlet silně prořímsky.
Filip se poté zaměřil na vnitřní konsolidaci svého království reorganizací armády a státní správy a zvýšením příjmu opětným otevřením zlatých dolů. Dále zalidnil četné oblasti Makedonie a městům dovolil razit vlastní mince, což mělo příznivý dopad na hospodářství. Všechny tyto Filipovy aktivity ještě zvýšily podezřívavost Římanů vůči němu. Obviňování ze strany sousedních států, zvláště Pergamu, vedla k vytrvalým zásahům Říma. Vědom si zvyšujícího se rizika římské invaze do Makedonie, snažil se Filip vojensky a diplomaticky upevnit své pozice na Balkáně. Jeho úsilí bylo ale podkopáváno prořímskou politikou Démétria, kterého Římané podporovali v jeho snaze zabezpečit si následnictví na úkor svého staršího bratra Persea. Vzájemné napětí mezi bratry vedlo v roce 180 př. n. l. k Filipovu zdráhavému rozhodnutí nechat Démétria popravit. Tento skutek se nepříznivě odrazil na králově zdravotním stavu a o rok později Filip v Amfipoli zemřel. Po Filipovi nastoupil na trůn jeho nejstarší syn Perseus, který se stal posledním makedonským králem.